# Soloviiv, Novhorod-Siverskîi
Soloviiv (în ucraineană Солов'їв) este un sat în comuna Larînivka din raionul Novhorod-Siverskîi, regiunea Cernihiv, Ucraina.

## Demografie
Componența lingvistică a localității Soloviiv
     Ucraineană (100%)
Conform recensământului din 2001, toată populația localității Soloviiv era vorbitoare de ucraineană (100%).